# 硬脂酸铈
硬脂酸铈是一种化合物，化学式为C
54H
105CeO
6。它可由硝酸铈和硬脂酸钾反应得到。它可催化正十五烷的氧化反应。它可用于CeO2基材料的制备。